# Historia territorial de Cuba

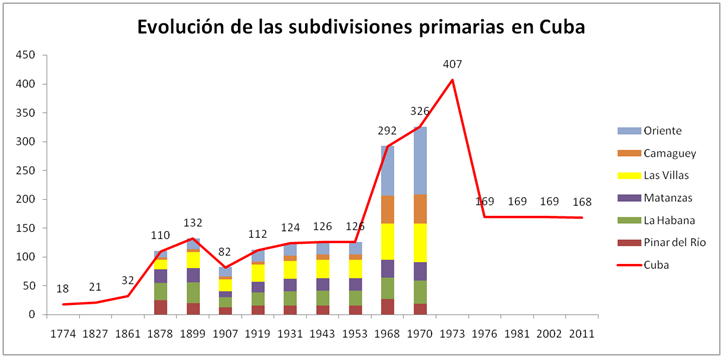
Evolución de las subdivisiones primarias de Cuba entre 1774 y 2011.

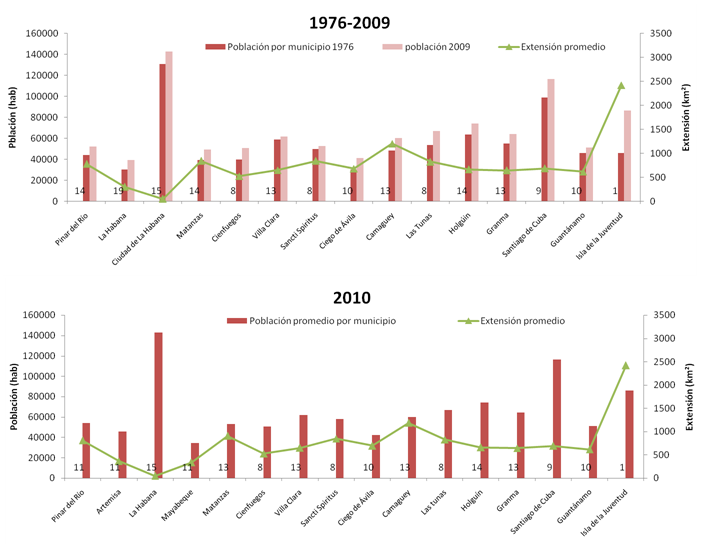
Comparación de la población y extensión promedio de los municipios por provincias, entre 1976 y 2011, según la nueva División Político-Administrativa.

Con el nombre historia territorial de Cuba se conoce los cambios territoriales y de la organización territorial de Cuba desde la conquista y colonia española hasta hoy.

## Antes delsigloXIX
- 1510

Fue creada la Gobernación de Cuba dentro del Virreinato de Nueva España, dependiente de la Real Audiencia de Santo Domingo, con capital en Santiago de Cuba.
Se fundan las 7 primeras villas: Baracoa, Bayamo, Santiago de Cuba, Puerto Príncipe, Trinidad, Sancti Spiritus y San Cristóbal de La Habana.
- 1567

Este año se anexionó la Provincia de La Florida a la Gobernación de Cuba.
- 1607

Por Real Cédula del 8 de octubre de 1607 se dividió la Capitanía General de Cuba (creada en 1579) en dos gobiernos, el Occidental o de La Habana y el Oriental o de Cuba con sede en Santiago de Cuba, éste subordinado al Capitán General en La Habana. En esta primera división el Departamento Occidental abarcaba hasta el territorio de las actuales provincias de Matanzas, Cienfuegos y Villa Clara, aproximadamente, mientras que el Oriental hasta Puerto Príncipe (Camagüey). Anómalamente las villas de Trinidad y Sancti Spíritus en la zona central, no quedaron incluidas en ninguno de los dos Departamentos, situación corregida más tarde en 1621, en que ambas se integraron al Occidental.

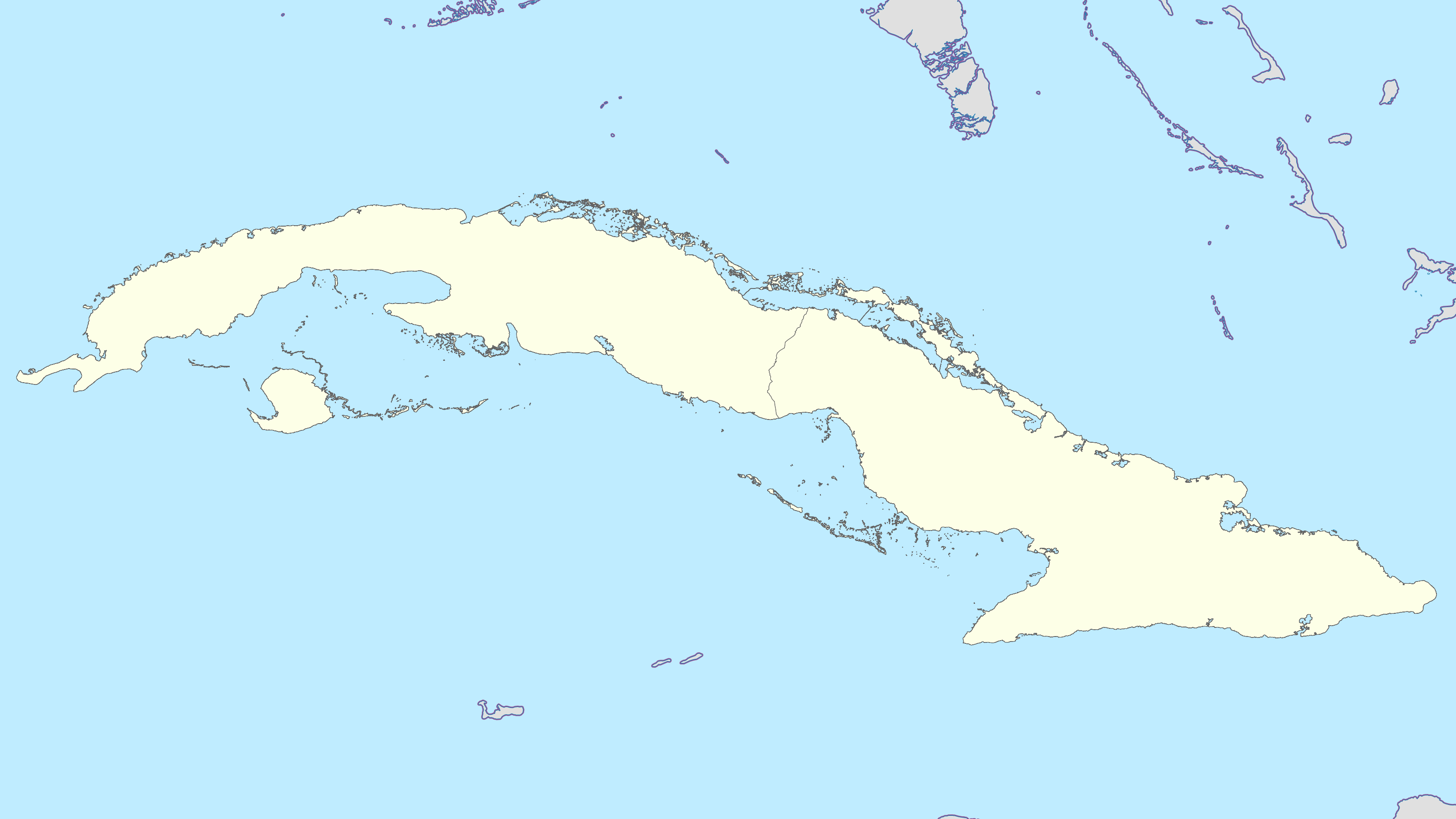
Departamentos de Cuba hacia 1621

En el siglo XVIII se comienzan a crear las Tenencias de Gobierno o Jurisdicciones, o sea, zonas donde ejercían sus funciones los tenientes de Gobierno  que constituyeron el primer tipo de división regional de carácter administrativo. En 1774 existían en Cuba 18 jurisdicciones.

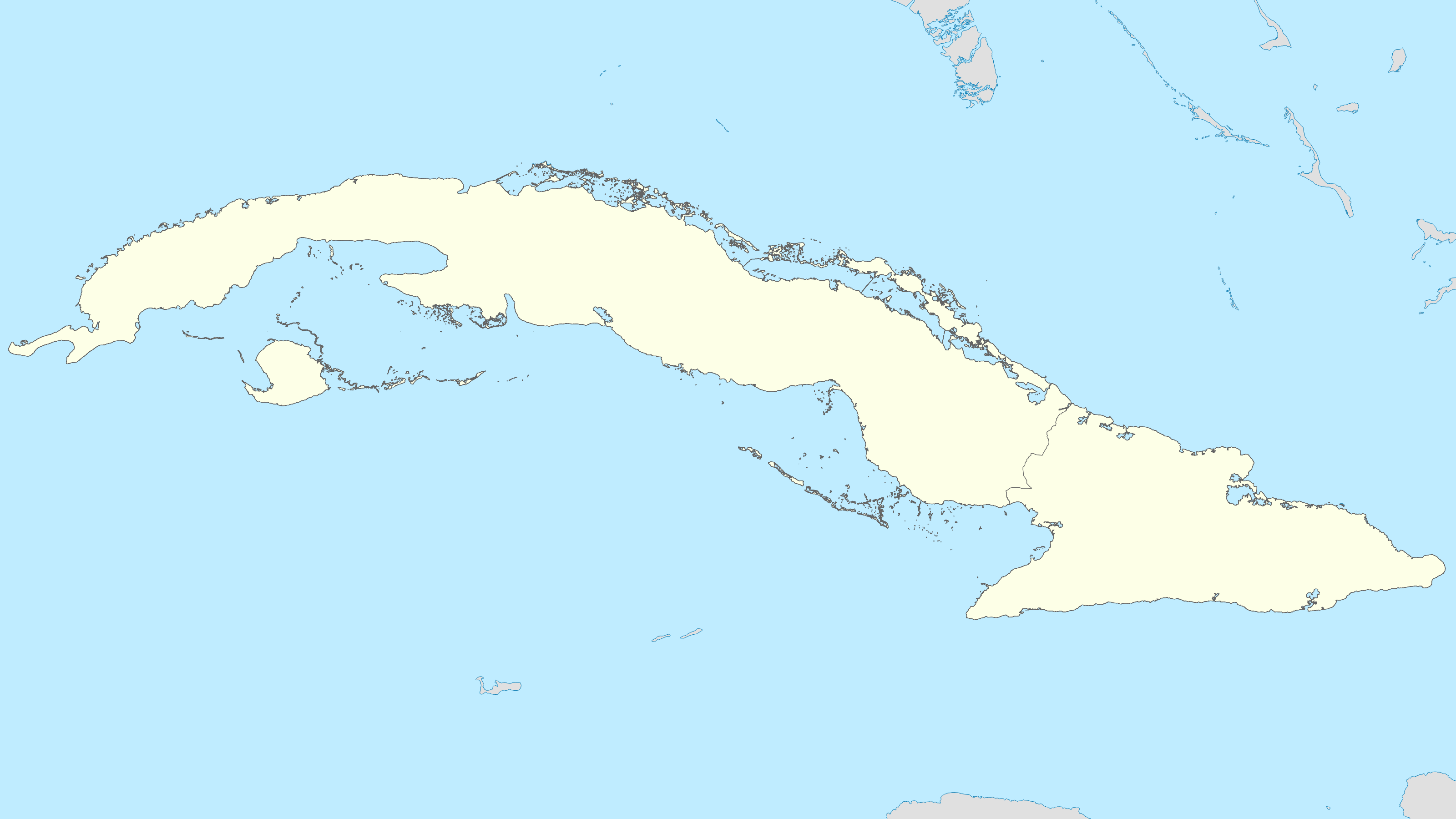
Departamentos de Cuba hacia 1774

## 

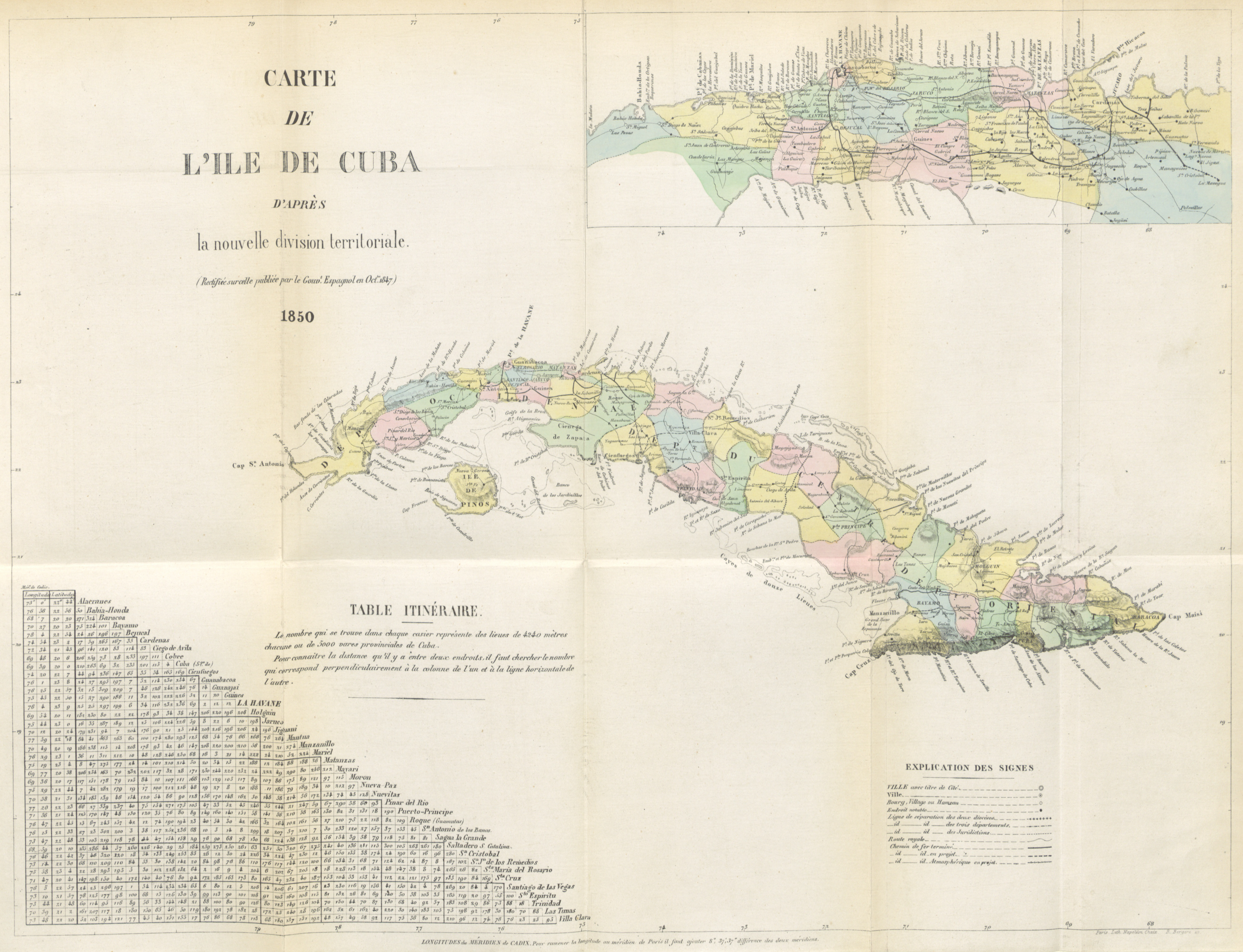
Mapa de Cuba de 1850 con los tres departamentos existentes en ese año. Los colores representan los municipios en los cuales estaba dividida la isla.

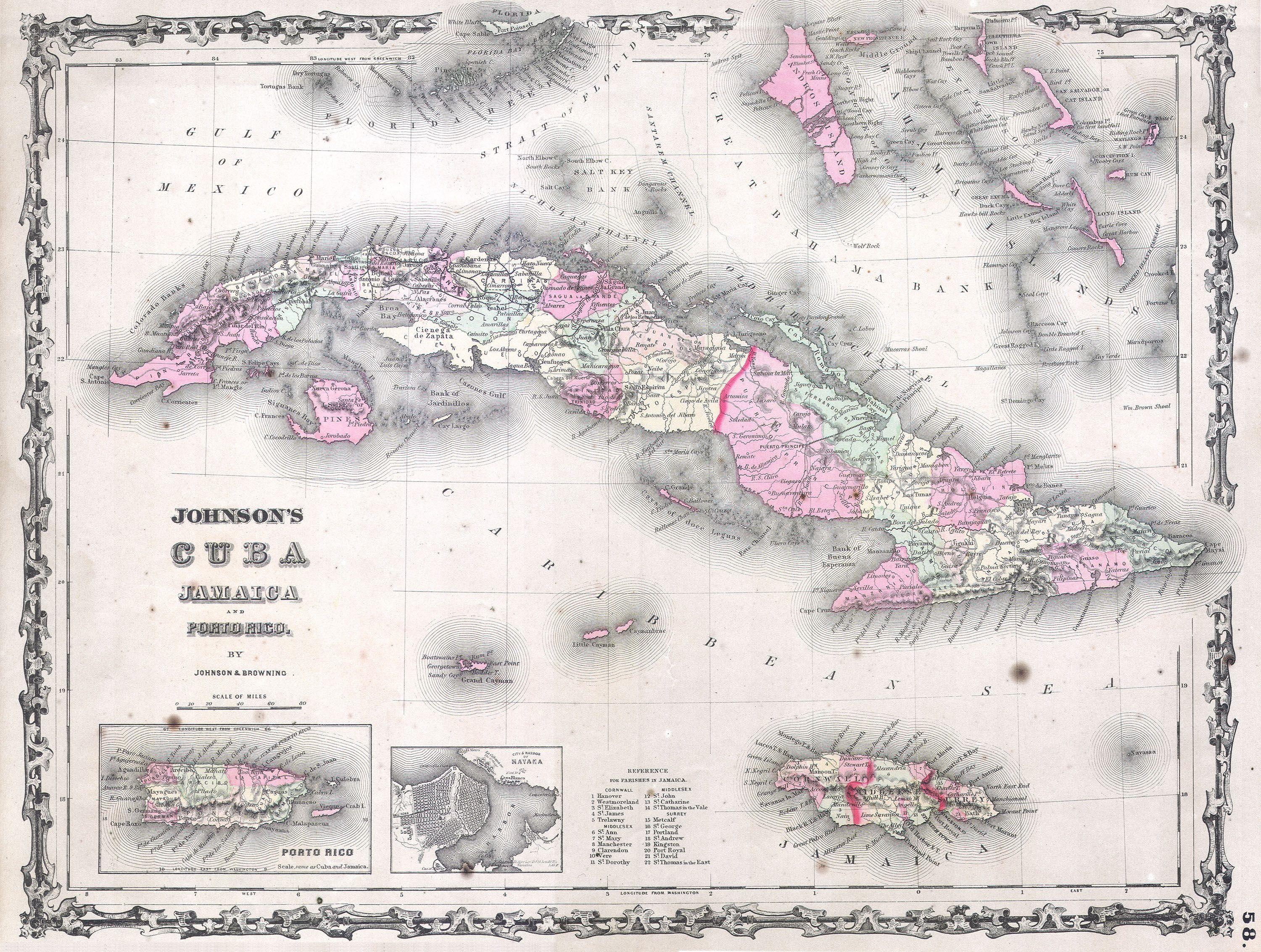
Mapa de Cuba de 1861 con las jurisdicciones existentes en esa fecha.

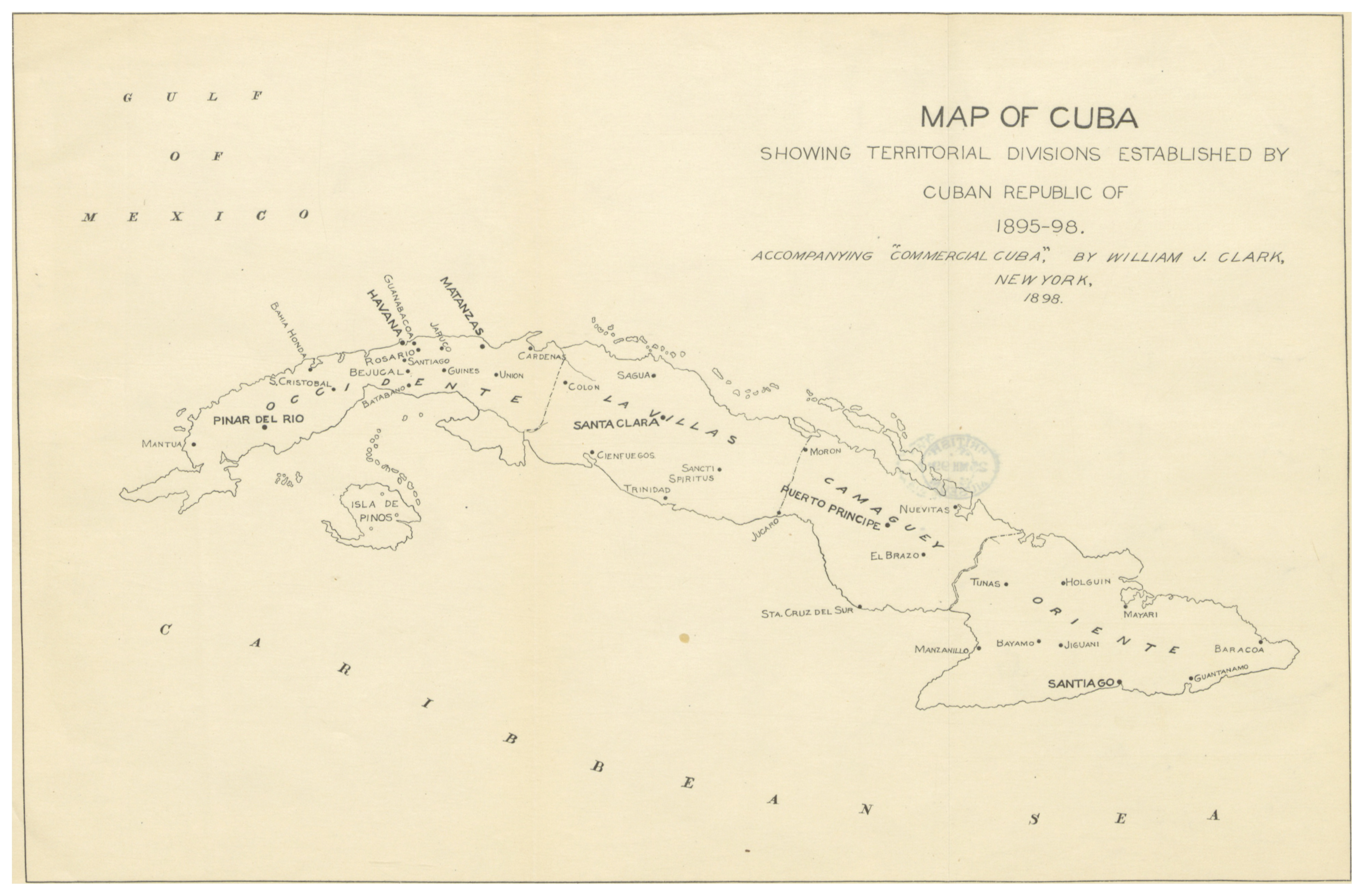
Subdivisiones de Cuba antes de 1898.

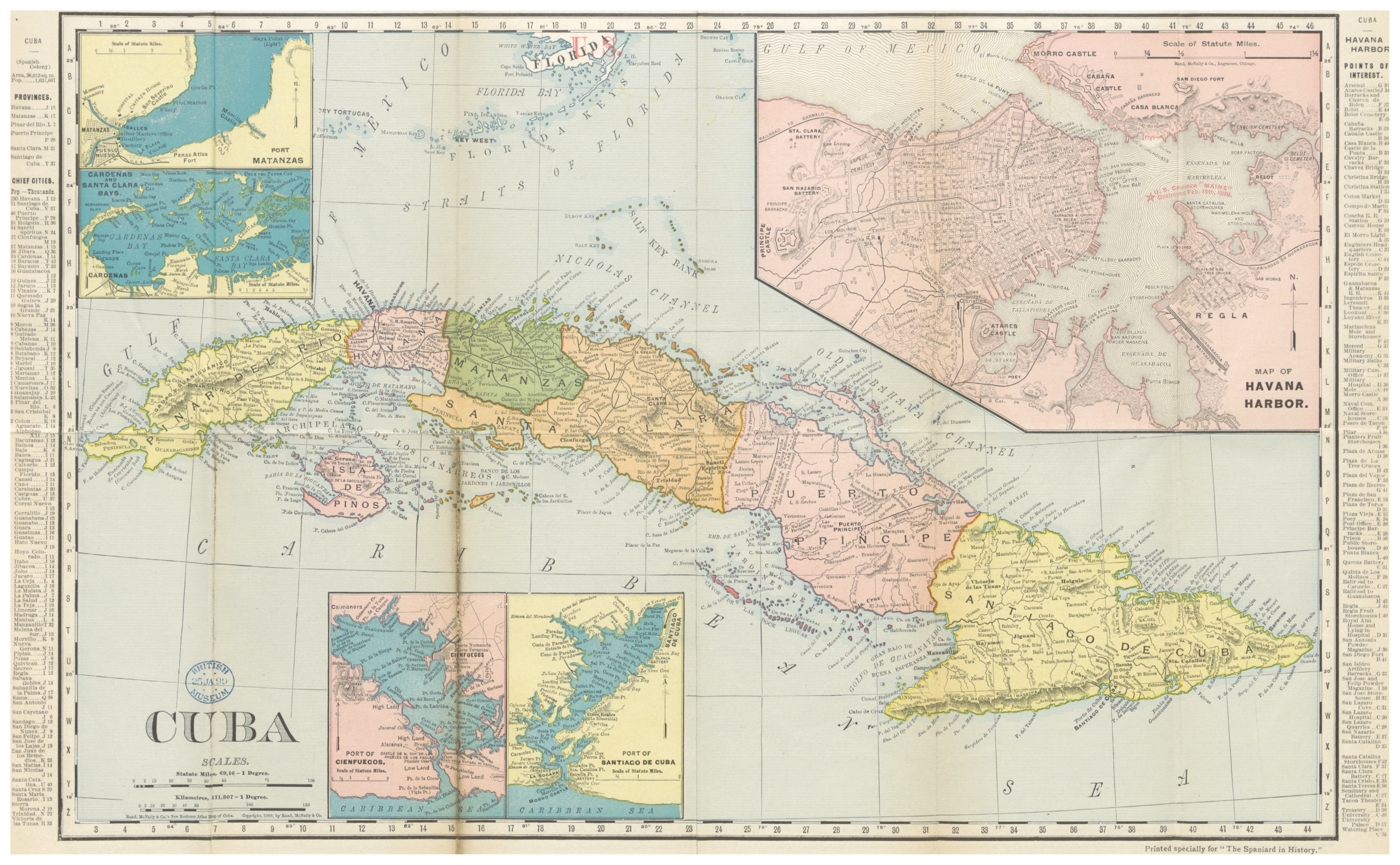
Cuba tras la invasión por parte de Estados Unidos en 1898.

## sigloXIX
- 1819

Por medio del Tratado de Adams-Onís la Provincia de La Florida es cedida a los Estados Unidos.
- 1827

En 1827 el gobierno colonial español dividió la Capitanía General de Cuba en tres departamentos militares y administrativos:
- Occidental con capital en La Habana y extensión hasta la jurisdicción de Colón (actual provincia de Matanzas)
- Central con capital militar en Trinidad y jurídica y administrativa en Puerto Príncipe (actual Camagüey).
- Oriental (con capital en Santiago de Cuba).

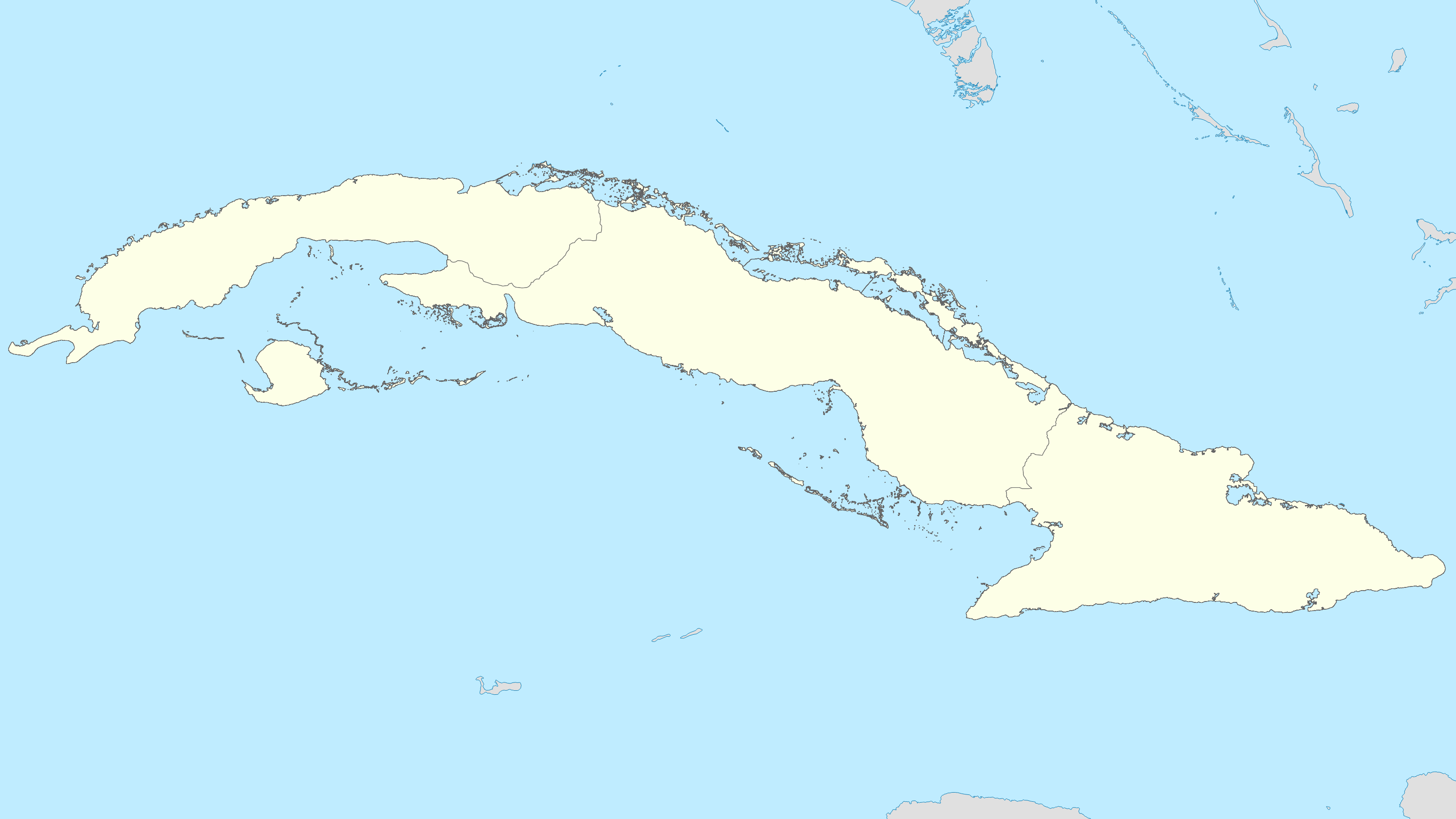
Departamentos de la Provincia de Cuba hacia 1827

El Departamento Central sería abolido en 1853 y las jurisdicciones del centro, incluyendo Puerto Príncípe pasarían al Departamento Occidental.
En 1827 existían 21 jurisdicciones. En 1861 su número se había elevado a 32.
- 1869

En 1868 se inicia la primera Guerra de Independencia cubana, llamada la Guerra de los Diez Años. La Constitución de Guáimaro, aprobada por los independentistas para la República en Armas, el 10 de abril de 1869, establecía la división del país en 4 estados: Occidente, Las Villas, Camagüey y Oriente.
- 1878

Al finalizar la Guerra de los Diez Años como consecuencia del Pacto del Zanjón, el 9 de junio de 1878, por Real Decreto del Gobierno Español, se dividió el territorio cubano en seis provincias. Esta división fue hecha para "adaptar la división territorial de la Isla a la existente en la Península (ibérica) y para facilitar la elección de Diputados a las Cortes (del gobierno español)". Siguiendo la costumbre de la época en España, las provincias fueron nombradas por sus ciudades capitales.
| Provincia       | Extensión (km2) | Población aproximada | Mapa |
| --------------- | --------------- | -------------------- | ---- |
| Pinar del Río   | 12,138          | 225,000              |      |
| La Habana       | 7,525           | 450,000              |      |
| Matanzas        | 8,538           | 260,000              |      |
| Santa Clara     | 23,533          | 350,000              |      |
| Puerto Príncipe | 24,039          | 150,000              |      |
| Oriente         | 34,958          | 300,000              |      |

Las provincias fueron a su vez divididas en términos municipales o municipios con sus respectivos ayuntamientos. Los municipios se organizaban en los poblados que contaran con al menos 1000 habitantes. En 1879 existían 110 municipios.
- 1899-1902

Al finalizar la guerra del 95 se produce la intervención norteamericana entre 1899 y 1902.
La población de la isla se redujo considerablemente a consecuencia de las acciones bélicas y de la política de reconcentración del gobernador español Valeriano Weyler. Un número grande de cabeceras municipales habían sido afectadas o destruidas. El gobierno interventor norteamericano, realiza el censo de 1899 y determina la abolición de muchos municipios pequeños. El número de municipios se redujo de 132 en 1899 a solo 82.

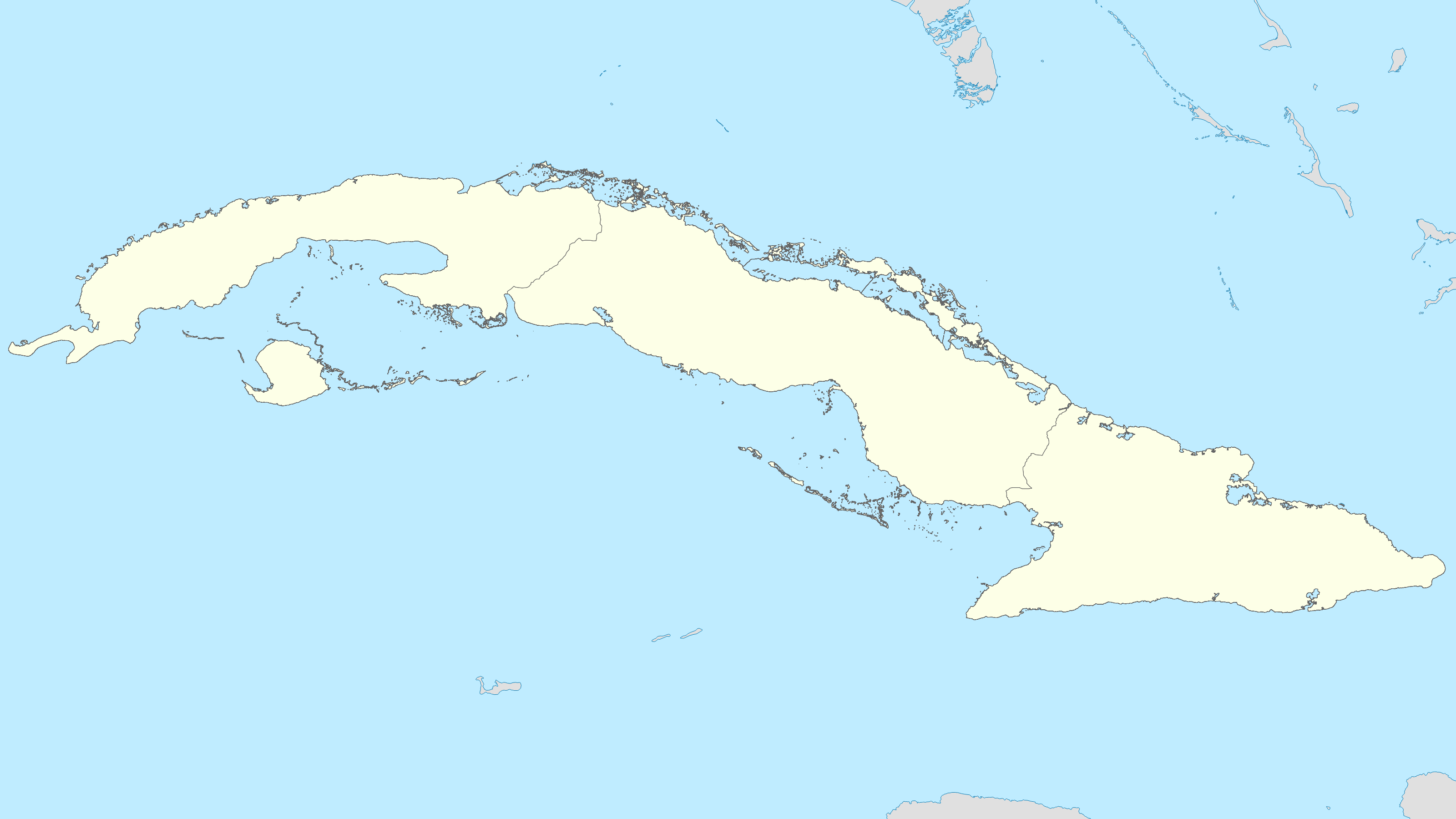
Departamentos de la Provincia de Cuba hacia 1850. Nótese la incorporación de la Ciénaga de Zapata al Occidental

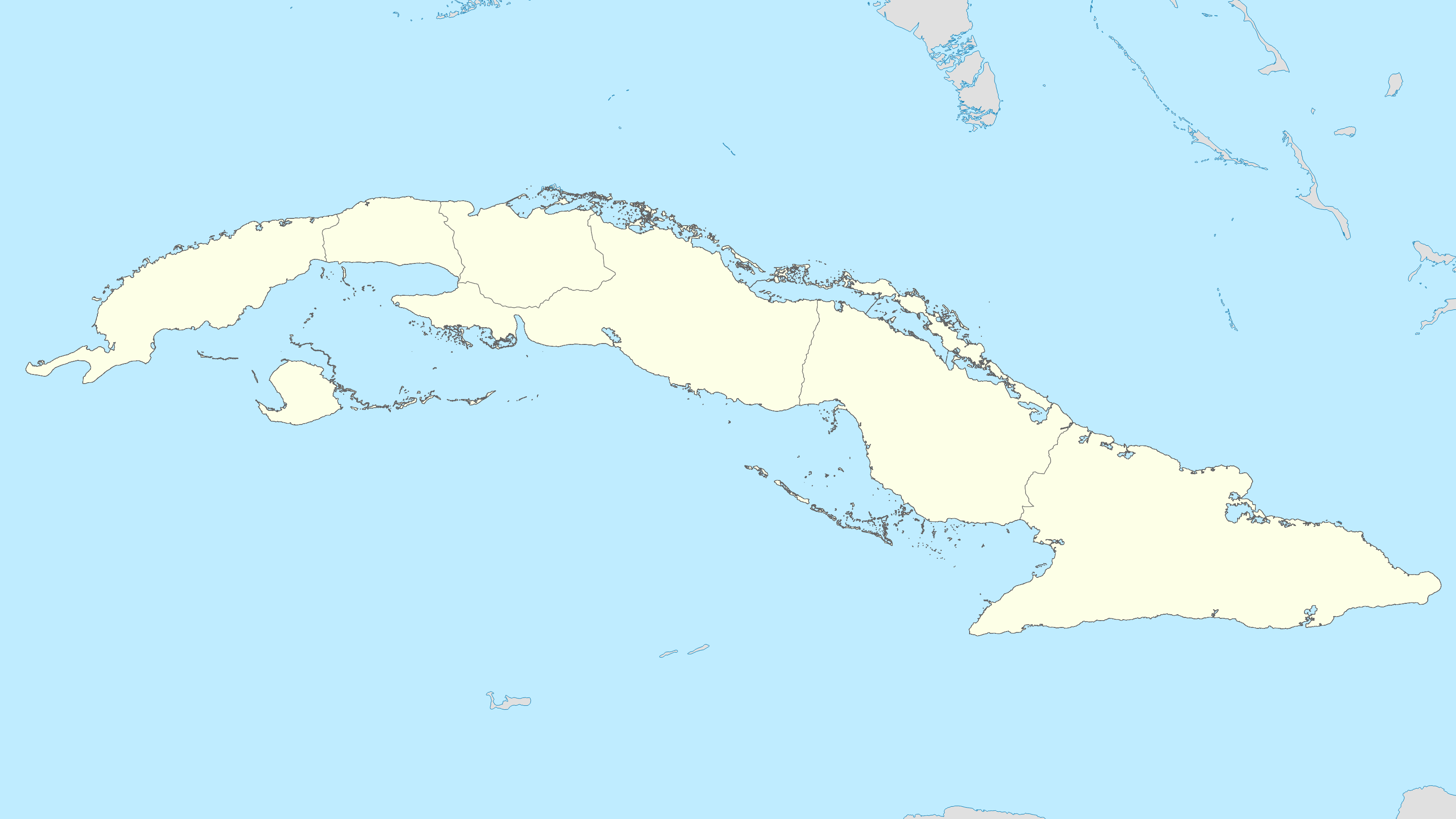
Departamentos de la Provincia de Cuba hacia 1878

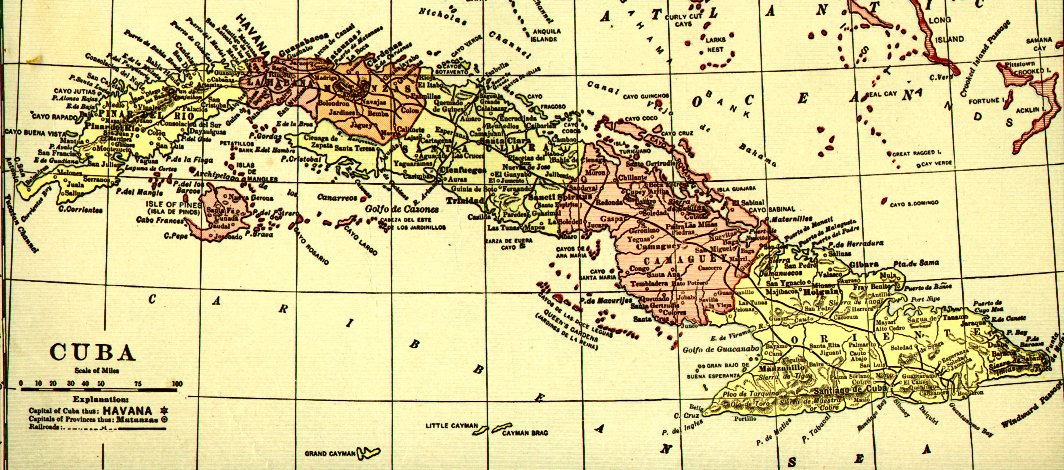
Mapa de las provincias de Cuba en 1910.

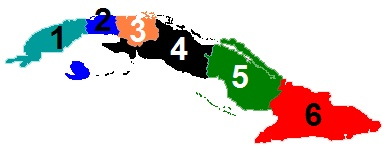
Provincias cubanas de 1878 a 1976: (1) Pinar del Río, (2) La Habana (3) Matanzas, (4) Las Villas, (5) Camagüey, (6) Oriente.

## sigloXX
- 1902-1959

En 1903 el Consejo Provincial de Puerto Príncipe cambió el nombre de “Provincia de Puerto Príncipe” por “Provincia de Camagüey”.
En 1905 el Consejo Provincial de Santiago de Cuba cambió el nombre de la provincia homónima a Oriente.
Entre 1905 y 1919 el Congreso de la República restituyó paulatinamente muchos de los municipios eliminados. En 1919 el número de municipios era ya de 112.
En la constitución cubana de 1940, el nombre de la Provincia de Santa Clara fue cambiado a Las Villas.
En el censo de 1943 el número de municipios era de 126, cifra que se mantendría inalterable hasta el triunfo de la Revolución en 1959.
| Provincia     | Escudo | Población (1943) | Mapa |
| ------------- | ------ | ---------------- | ---- |
| Pinar del Río |        | 448,422          |      |
| La Habana     |        | 1,180,585        |      |
| Matanzas      |        | 385,343          |      |
| Las Villas    |        | 1,030,162        |      |
| Camagüey      |        | 481,432          |      |
| Oriente       |        | 1,797,606        |      |
| Total         |        | 5,323,530        |      |

Fuente: Oficina Nacional de Estadísticas (Censo de 1943).  
Entre 1774 y 1878 las demarcaciones primarias fueron las llamadas jurisdicciones o tenencias de gobierno, a partir de 1878, términos municipales o municipios. Durante la primera mitad del siglo XX creció de manera abrupta la población de la isla, particularmente, se desarrolló el poblamiento en las provincias de Oriente y Camagüey, en relación directa con la expansión de la agroindustria azucarera. En los años 50 era ya evidente la contradicción entre la creciente población y gran extensión de estas provincias (Oriente era ya la más poblada y extensa) y el escaso número de términos municipales en las mismas. Así, la extensión promedio de los términos municipales en Oriente y Camagüey superaba en dos y tres veces, respectivamente la media nacional y en 5 y 9 veces la extensión de los de La Habana, mientras que su población era casi el doble de la media nacional y entre 4 y 5 veces mayor que el promedio en Matanzas. Entre 1910 y 1953 solo se crearon 5 términos municipales en esas provincias.
| Provincia     | Municipio                  | Mapa |
| ------------- | -------------------------- | ---- |
| Pinar del Rio | Artemisa                   |      |
| Pinar del Rio | Cabañas                    |      |
| Pinar del Rio | Candelaria                 |      |
| Pinar del Rio | Consolación del Norte      |      |
| Pinar del Rio | Consolación del Sur        |      |
| Pinar del Rio | Guanajay                   |      |
| Pinar del Rio | Guane                      |      |
| Pinar del Rio | Los Palacios               |      |
| Pinar del Rio | Mantua                     |      |
| Pinar del Rio | Mariel                     |      |
| Pinar del Rio | Pinar del Río              |      |
| Pinar del Rio | San Cristóbal              |      |
| Pinar del Rio | San Juan                   |      |
| Pinar del Rio | San Luis                   |      |
| Pinar del Rio | Viñales                    |      |
| La Habana     | Aguacate                   |      |
| La Habana     | Alquízar                   |      |
| La Habana     | Batabanó                   |      |
| La Habana     | Bauta                      |      |
| La Habana     | Bejucal                    |      |
| La Habana     | Caimito del Guayabal       |      |
| La Habana     | Catalina de Güines         |      |
| La Habana     | Guanabacoa                 |      |
| La Habana     | Güira de Melena            |      |
| La Habana     | Habana                     |      |
| La Habana     | Isla de Pinos              |      |
| La Habana     | Jaruco                     |      |
| La Habana     | La Salud                   |      |
| La Habana     | Madruga                    |      |
| La Habana     | Marianao                   |      |
| La Habana     | Melena del Sur             |      |
| La Habana     | Nueva Paz                  |      |
| La Habana     | Quivicán                   |      |
| La Habana     | Regla                      |      |
| La Habana     | San Antonio de las Vegas   |      |
| La Habana     | San Antonio de los Baños   |      |
| La Habana     | San José de las Lajas      |      |
| La Habana     | San Nicolás de Bari        |      |
| La Habana     | Santa Cruz del Norte       |      |
| La Habana     | Santa María del Rosario    |      |
| La Habana     | Santiago de las Vegas      |      |
| Matanzas      | Agramonte                  |      |
| Matanzas      | Alacranes                  |      |
| Matanzas      | Arcos de Canasí            |      |
| Matanzas      | Bolondrón                  |      |
| Matanzas      | Cárdenas                   |      |
| Matanzas      | Carlos Rojas               |      |
| Matanzas      | Colón                      |      |
| Matanzas      | Guamacaro                  |      |
| Matanzas      | Jagüey Grande              |      |
| Matanzas      | Jovellanos                 |      |
| Matanzas      | Juan Gualberto Gómez       |      |
| Matanzas      | Los Arabos                 |      |
| Matanzas      | Manguito                   |      |
| Matanzas      | Martí                      |      |
| Matanzas      | Matanzas                   |      |
| Matanzas      | Máximo Gómez               |      |
| Matanzas      | Pedro Betancourt           |      |
| Matanzas      | Perico                     |      |
| Matanzas      | San Antonio de Cabezas     |      |
| Matanzas      | San José de los Ramos      |      |
| Matanzas      | Santa Ana (Cidra)          |      |
| Matanzas      | Unión de Reyes             |      |
| Las Villas    | Abreus                     |      |
| Las Villas    | Aguada de Pasajeros        |      |
| Las Villas    | Cabaiguán                  |      |
| Las Villas    | Caibarién                  |      |
| Las Villas    | Calabazar de Sagua         |      |
| Las Villas    | Camajuaní                  |      |
| Las Villas    | Cienfuegos                 |      |
| Las Villas    | Cifuentes                  |      |
| Las Villas    | Corralillo                 |      |
| Las Villas    | Cruces                     |      |
| Las Villas    | Encrucijada                |      |
| Las Villas    | Esperanza                  |      |
| Las Villas    | Fomento                    |      |
| Las Villas    | Palmira                    |      |
| Las Villas    | Placetas                   |      |
| Las Villas    | Quemado de Güines          |      |
| Las Villas    | Rancho Veloz               |      |
| Las Villas    | Ranchuelo                  |      |
| Las Villas    | Rodas                      |      |
| Las Villas    | Sagua la Grande            |      |
| Las Villas    | San Antonio de las Vueltas |      |
| Las Villas    | San Diego del Valle        |      |
| Las Villas    | San Fernando de Camarones  |      |
| Las Villas    | San Juan de los Remedios   |      |
| Las Villas    | San Juan de los Yeras      |      |
| Las Villas    | Sancti Spíritus            |      |
| Las Villas    | Santa Clara                |      |
| Las Villas    | Santa Isabel de las Lajas  |      |
| Las Villas    | Santo Domingo              |      |
| Las Villas    | Trinidad                   |      |
| Las Villas    | Yaguajay                   |      |
| Las Villas    | Zulueta                    |      |
| Camagüey      | Camagüey                   |      |
| Camagüey      | Ciego de Ávila             |      |
| Camagüey      | Esmeralda                  |      |
| Camagüey      | Florida                    |      |
| Camagüey      | Guáimaro                   |      |
| Camagüey      | Jatibonico                 |      |
| Camagüey      | Morón                      |      |
| Camagüey      | Nuevitas                   |      |
| Camagüey      | Santa Cruz del Sur         |      |
| Oriente       | Alto Songo                 |      |
| Oriente       | Antilla                    |      |
| Oriente       | Banes                      |      |
| Oriente       | Baracoa                    |      |
| Oriente       | Bayamo                     |      |
| Oriente       | Campechuela                |      |
| Oriente       | Caney                      |      |
| Oriente       | Cobre                      |      |
| Oriente       | Gibara                     |      |
| Oriente       | Guantánamo                 |      |
| Oriente       | Holguín                    |      |
| Oriente       | Jiguaní                    |      |
| Oriente       | Manzanillo                 |      |
| Oriente       | Mayarí                     |      |
| Oriente       | Niquero                    |      |
| Oriente       | Palma Soriano              |      |
| Oriente       | Puerto Padre               |      |
| Oriente       | Sagua de Tánamo            |      |
| Oriente       | San Luis                   |      |
| Oriente       | Santiago de Cuba           |      |
| Oriente       | Victoria de Las Tunas      |      |
| Oriente       | Yateras                    |      |
| Total         | 126                        |      |

- 1959-1975

A partir de 1959, en los primeros años del Gobierno Revolucionario, junto con la Reforma Agraria y los ambiciosos planes de desarrollo agrícola y ganadero impulsados por el Estado, se realizaron cambios en la organización territorial, incrementándose considerablemente el número de municipios y creándose los regionales como eslabón administrativo intermedio entre los municipios y las provincias. En 1968 había ya 292 municipios repartidos en 38 regionales. La extensión y población de los municipios tendió a homogeneizarse en todas las provincias, con una media nacional de casi 30 000 habitantes por municipio. Se crearon numerosos municipios también en zonas montañosas y rurales que no contaban con núcleos urbanos y también en zonas rurales de fomento agrícola. No obstante, el proceso continuó y alcanzó su máximo entre 1973 y 1975 con 407 municipios y 58 regionales.
Ocurrieron también cambios en los límites provinciales, así, en 1963 la Ciénaga de Zapata fue transferida de la provincia de Las Villas a Matanzas, en 1969 fueron transferidos de Pinar del Río a La Habana los municipios de Artemisa, Guanajay, Cabañas y Mariel (Regional Artemisa). En 1970, Camagüey cedió a Las Villas el municipio de Jatibonico y a Oriente, Amancio y Colombia (Elia).
- 1976-2010

En 1975 el I Congreso del Partido Comunista de Cuba se pronunció por modificar la organización territorial del país, suprimir el eslabón regional, aumentar el número de provincias y reducir el de municipios. La Asamblea Nacional aprobó en 1976 la Ley de División Político-Administrativa del país en 14 provincias y 169 municipios. La Provincia de La Habana se dividió en las provincias de Ciudad de La Habana, La Habana y el Municipio Especial de Isla de Pinos (a partir de 1978, Isla de la Juventud), de subordinación central, o sea no incluido en ninguna provincia. La capital de la Provincia de La Habana residía en la Ciudad de La Habana, o sea fuera de su territorio provincial. Se subdividió la Provincia de Las Villas en las Provincias de Villa Clara, Cienfuegos y Sancti Spirítus; y la de Camagüey en las provincias de Ciego de Ávila y Camagüey. Se subdividió la Provincia de Oriente en las provincias de Las Tunas, Granma (con capital en Bayamo), Holguín, Santiago de Cuba y Guantánamo. La nueva DPA mantuvo la tendencia a homogeneizar la población y extensión de los municipios entre las provincias, con un promedio nacional de 56 000 habitantes. Solo excepcionalmente, se aprobaron algunos municipios por debajo de 20 000 habitantes, 20 en total, de los cuales solo 10 se mantenían por debajo de esa cifra en 2009. Para la conformación de los nuevos municipios se tuvieron también en cuenta las relaciones económicas, en particular, en la esfera agroindustrial azucarera y las grandes granjas agrícolas y ganaderas del Estado La Provincia con mayor número de municipios era La Habana, con 19 y las de menor, Cienfuegos, Sancti Spiritus y Las Tunas con 8 cada una.
Como resultado, quedaron las siguientes catorce provincias, de occidente a oriente (los números corresponden con el mapa de la derecha):
1. Municipio Especial Isla de la Juventud
2. Pinar del Río
3. La Habana
4. Ciudad de La Habana
5. Matanzas
6. Cienfuegos
7. Villa Clara
8. Sancti Spíritus
9. Ciego de Ávila
10. Camagüey
11. Las Tunas
12. Granma
13. Holguín
14. Santiago de Cuba
15. Guantánamo

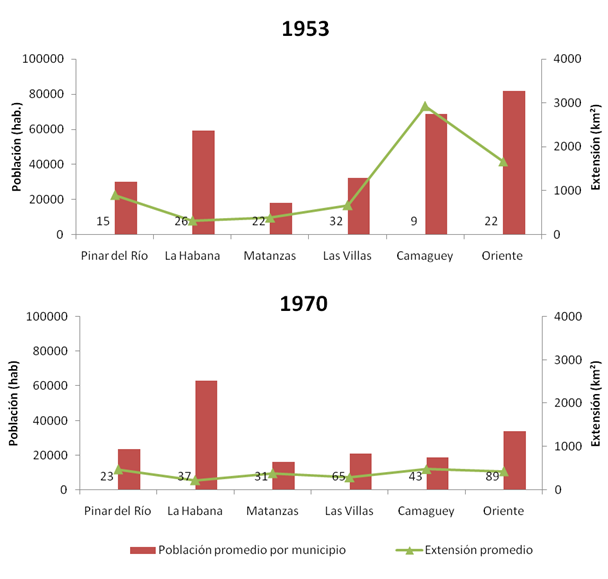
Comparación de la población y extensión promedio de los municipios por provincias, entre 1953 y 1970.

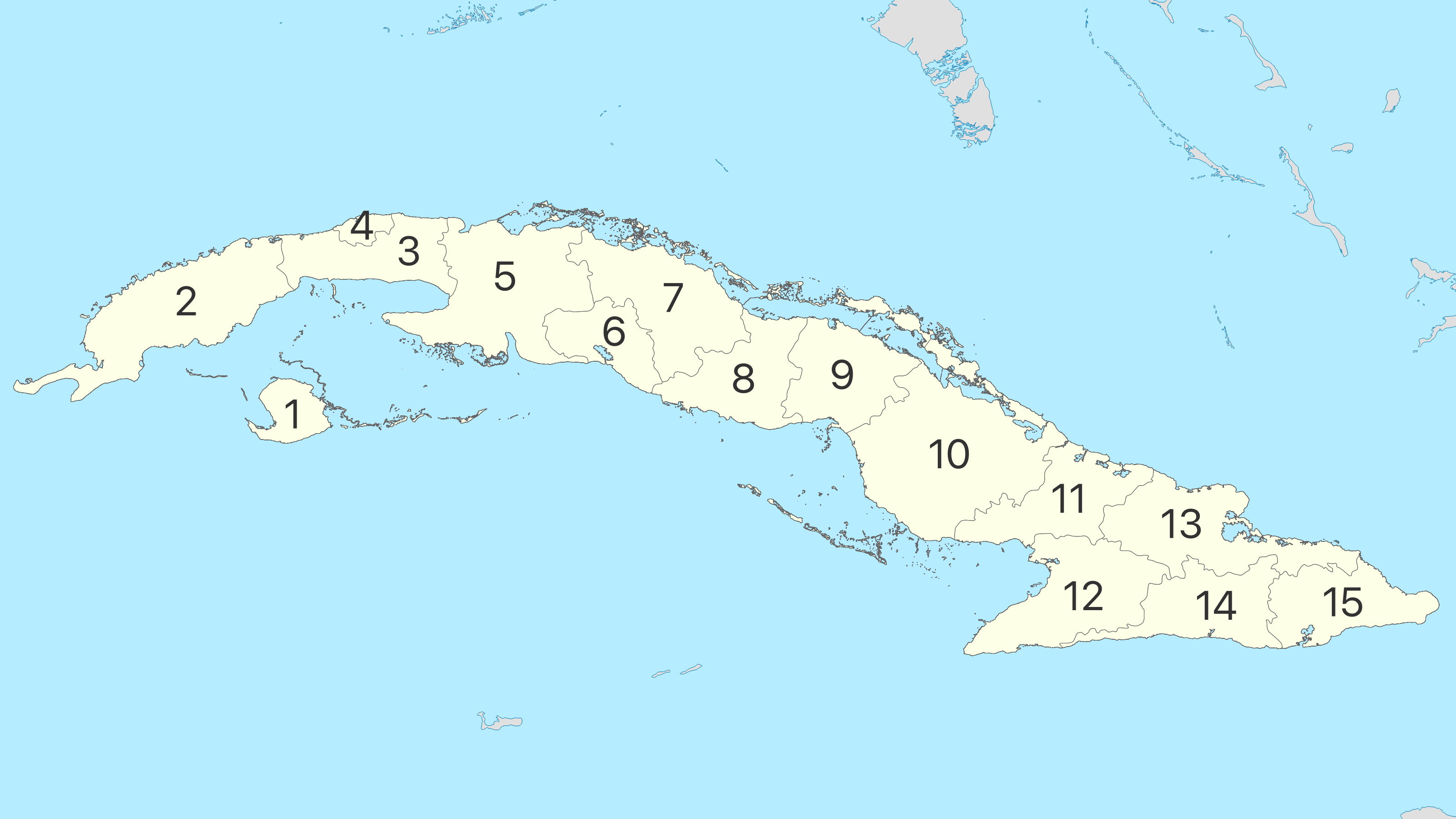
Mapa de las provincias de Cuba entre 1976 y 2010.

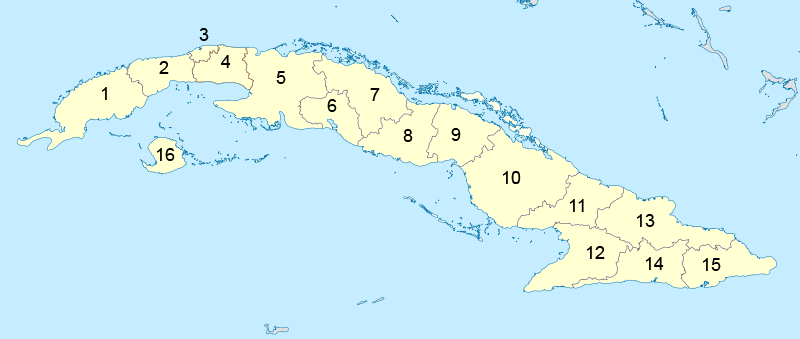
Mapa de las provincias de Cuba en 2010.

División de la provincia de La Habana.

## sigloXXI
- 2011

En agosto de 2010, la Asamblea Nacional, en busca de una mayor racionalidad, modificó la Ley de División Político Administrativa de 1976 y aprobó la creación de dos nuevas provincias: Artemisa y Mayabeque a partir de la segmentación de la antigua provincia de La Habana, junto con el traspaso a Artemisa de los 3 municipios más orientales de Pinar del Río (Candelaria, San Cristóbal y Bahía Honda). Ambas provincias cuentan con capitales propias: Artemisa y San José de las Lajas, respectivamente. La Provincia de Ciudad de La Habana, cambió su nombre a "Provincia de La Habana".
También se abolió el municipio de Varadero en la Provincia de Matanzas. De ese modo, a partir del 1 de enero de 2011, el país quedó subdividido en 15 provincias y 168 municipios. Como la abolida Provincia de La Habana era la de mayor cantidad de municipios, el promedio de municipios por provincia se redujo de 12 a 11,1. La Provincia con mayor número es la actual La Habana (ciudad) con 15.
Las 15 provincias actuales son (los números corresponden con el mapa de la derecha):
1. Pinar del Río
2. Artemisa
3. La Habana
4. Mayabeque
5. Matanzas
6. Cienfuegos
7. Villa Clara
8. Sancti Spíritus
9. Ciego de Ávila
10. Camagüey
11. Las Tunas
12. Granma
13. Holguín
14. Santiago de Cuba
15. Guantánamo
16. Municipio Especial Isla de la Juventud